# Arsia Mons
Koordinaten: 9° 13′ S, 120° 23′ W
Der Arsia Mons ist ein Schildvulkan in der Tharsis-Region des Planeten Mars und einer der drei Tharsis Montes, die erstmals 1971 von der Raumsonde Mariner 9 beobachtet wurden. Mit einem Basisdurchmesser von 350 km und 14 km Höhe ist er dem Volumen nach der zweitgrößte bekannte Vulkan. Der Luftdruck auf dem Gipfel liegt unter 107 Pascal. Der Vulkan ist der Ausgangspunkt für eine sich in jedem Marsjahr wiederholt bildende Wassereis-Wolke, die etwa 80 Tage oder mehr bestehen bleibt.
Wie die gesamte Kette der Tharsis Montes, so ist auch der Arsia Mons seit ca. 100 Mio. Jahren erloschen. Die ungewöhnliche Größe dieser Schildvulkane geht wohl darauf zurück, dass es auf dem Mars keine Plattentektonik gibt; die Kruste also nicht über den Hotspot hinwegzieht. Statt einer Kette von Vulkanen entsteht somit ein gewaltiger Schildvulkan. Ursache für die starke vulkanische Aktivität in der Vergangenheit mag ein Impaktereignis gewesen sein – möglicherweise dasselbe, das auf der gegenüberliegenden Seite des Planeten das ausgedehnte Becken Hellas Planitia formte.
Die weite Caldera, die beim Einsturz der entleerten Magmakammer entstand, hat einen Durchmesser von 110 km und bietet jährlich Raum für zyklonale Staubstürme, die ihre Ursache in warmer Luft haben, die vor Beginn des Winters auf der südlichen Marshemisphäre an den Flanken des Berges aufsteigt und Staubpartikel mit sich führt. Die sich über der Caldera auftürmende Spiralwolke kann Höhen von 15 bis 30 km erreichen – ein Phänomen, das bei den anderen Vulkanen der Tharsis-Region nicht zu beobachten ist.
Auch die Flanken des Arsia Mons werden insbesondere entlang einer sich von Nord nach Süd durch den Vulkankegel ziehenden Schwächezone von großflächigen Kollapsstrukturen geprägt. Diese bis zu 2 km tiefen Einsturztrichter entstanden wahrscheinlich, als ausgedehnte Lavaströme zunächst nur an der Oberfläche aushärteten, während die Gesteinsschmelze im darunterliegenden Hohlraum weiterfloss. Später stürzten die so entstandenen Hohlräume dann zusammen. 2007 entdeckten die Raumsonden 2001 Mars Odyssey und Mars Reconnaissance Orbiter weitere geologische Strukturen – die sogenannten Sieben Schwestern auf den Hängen des Vulkans. Diese dunklen Flecken mit 100–250 m Durchmesser werden als Höhleneingänge gedeutet. Ob es sich nur um senkrechte Schlote oder um Zugänge zu ausdehnten Hohlräumen handelt, muss jedoch vorerst Spekulation bleiben. Hoffnungen, dass sich in den Höhlen primitive Ökosysteme entwickelt haben könnten, sind wegen des extremen Höhenklimas wohl als unrealistisch einzustufen.